# Arachnographa
Arachnographa é um gênero de traça pertencente à família Agonoxenidae.